# Biblioteca Histórica Municipal
La Biblioteca Histórica Municipal es una biblioteca pública especializada en fondo antiguo dependiente del Ayuntamiento de Madrid, orientada a la conservación, investigación y difusión de sus colecciones.

## Historia
Tiene su origen en un acuerdo del Pleno del Ayuntamiento de Madrid de 1876 por el que se crea una Biblioteca Municipal como dependencia separada del Archivo de Villa, esta biblioteca es el origen tanto de la Biblioteca Histórica como de la Red de Bibliotecas Públicas Municipales de Madrid.
A lo largo del tiempo estuvo instalada en diversos lugares: Primera Casa Consistorial, Casa de la Panadería, Escuela Modelo y Real Hospicio de San Fernando. En 1990 se trasladó a su sede actual en el Cuartel del Conde-Duque, tras haberse independizado de la Red de Bibliotecas Públicas Municipales y adoptar la denominación de Biblioteca Histórica. 
Algunos personajes relevantes dirigieron esta institución en diferentes épocas, entre otros, Ramón de Mesonero Romanos, Carlos Cambronero, Ricardo Fuente o Manuel Machado, cuya labor fue decisiva en la formación de la biblioteca.
El 2012 sufrió una plaga de carcoma y el 2015 una inundación que conllevó una plaga de hongo negro.

## Colecciones
El fondo base lo constituyeron los libros de la biblioteca de Ramón de Mesonero Romanos, incrementado con importantes donaciones de instituciones y personalidades de la época, entre las que cabe citar el Ministerio de Fomento, el rey Alfonso XIII, Juan Eugenio Hartzenbusch, José Santa María de Hita, Hilario Peñasco de la Puente, Ricardo Fuente y otros.
En 1898 ingresaron las colecciones de Teatro y Música escénica procedentes de los antiguos Teatro del Príncipe y Teatro de la Cruz. Posteriormente se incorporaron otras colecciones -Paremiológica, Cervantina, Bio-bibliográfica, Biblioteca de Luis Rodríguez de la Croix, Lope de Vega, Veterinaria, Taquigráfica, Guerra Civil y Toros-.
La biblioteca alberga más de 230.000 volúmenes de obras manuscritas e impresas entre los siglos XV y XXI. Hay que hacer una especial mención del fondo antiguo, no solo por su volumen (14 incunables, 515 obras del siglo XVI, 1.265 del siglo XVII y 3.994 del siglo XVIII), sino por su curiosidad, rareza o imprenta de la que proceden (Cano, Ibarra, Sancha, etc.). Son asimismo abundantísimas las publicaciones del siglo XIX, con ejemplares de difícil localización en otras bibliotecas. Pero, sin lugar a duda, la pieza bibliográfica más sobresaliente la constituye el conjunto de veintitrés autos sacramentales autógrafos de Pedro Calderón de la Barca, que ingresaron en la Biblioteca procedentes del Archivo de Villa.

## Servicios
Se prestan los servicios de consulta de fondos, información bibliográfica, reprografía, préstamo para exposiciones o visitas guiadas a la institución.
La Biblioteca Histórica en colaboración con la Biblioteca Digital memoriademadrid realiza planes de digitalización anuales por lo que, poco a poco, la colección de la biblioteca está accesible a través de Internet. Además, se han llevado a cabo proyectos puntuales de digitalización de fondos con instituciones como la Biblioteca Virtual Miguel de Cervantes.